# Ludwig Beck am Rathauseck

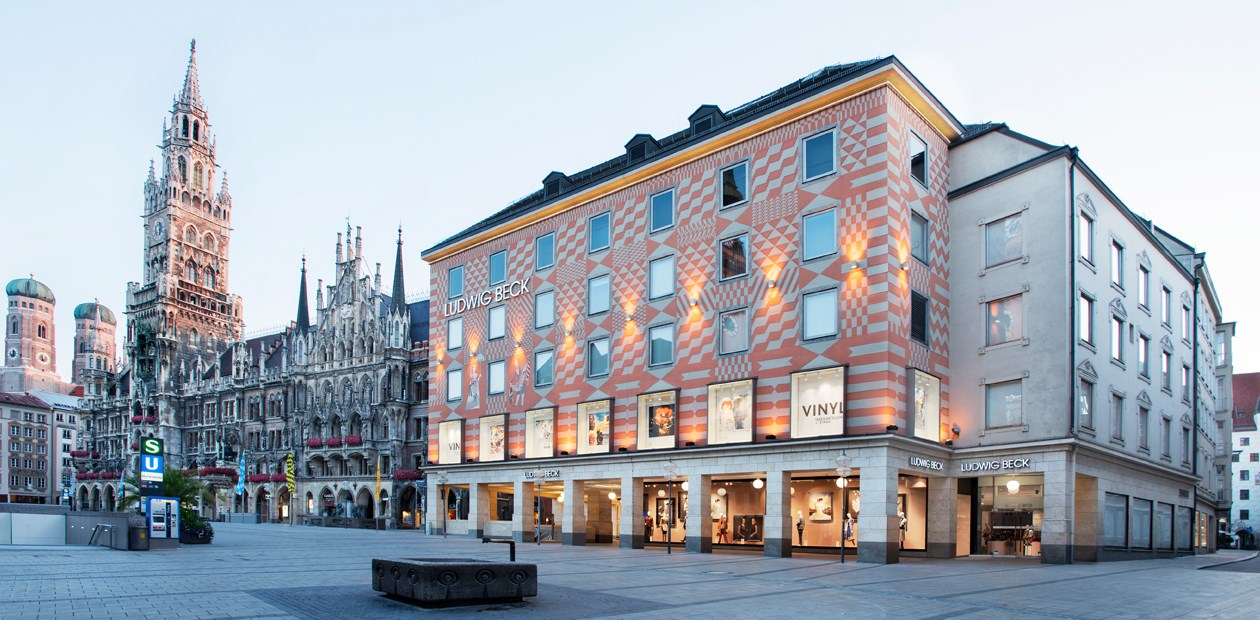
Stammhaus am Marienplatz in München (2019)

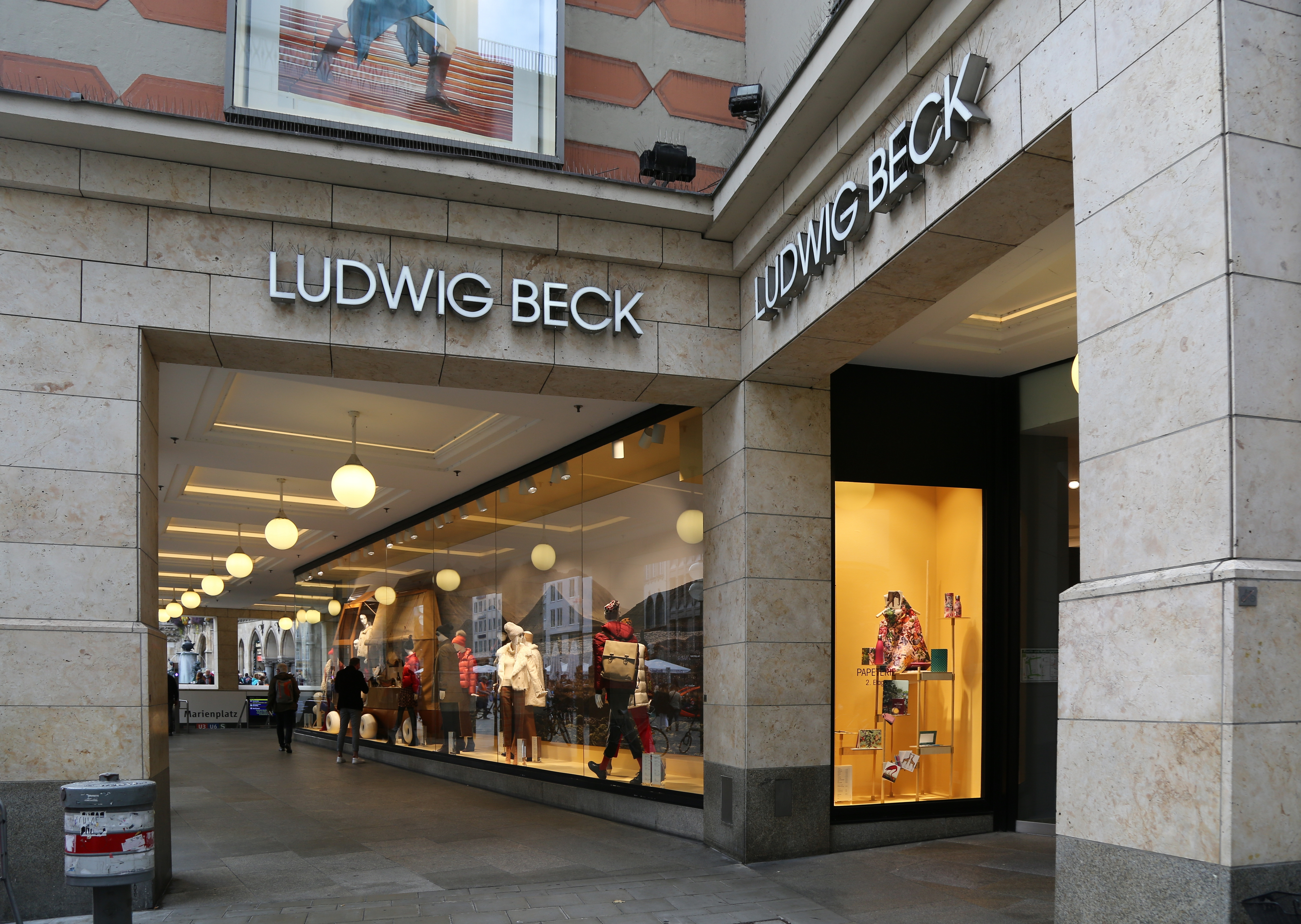
Arkaden und Schaufenster

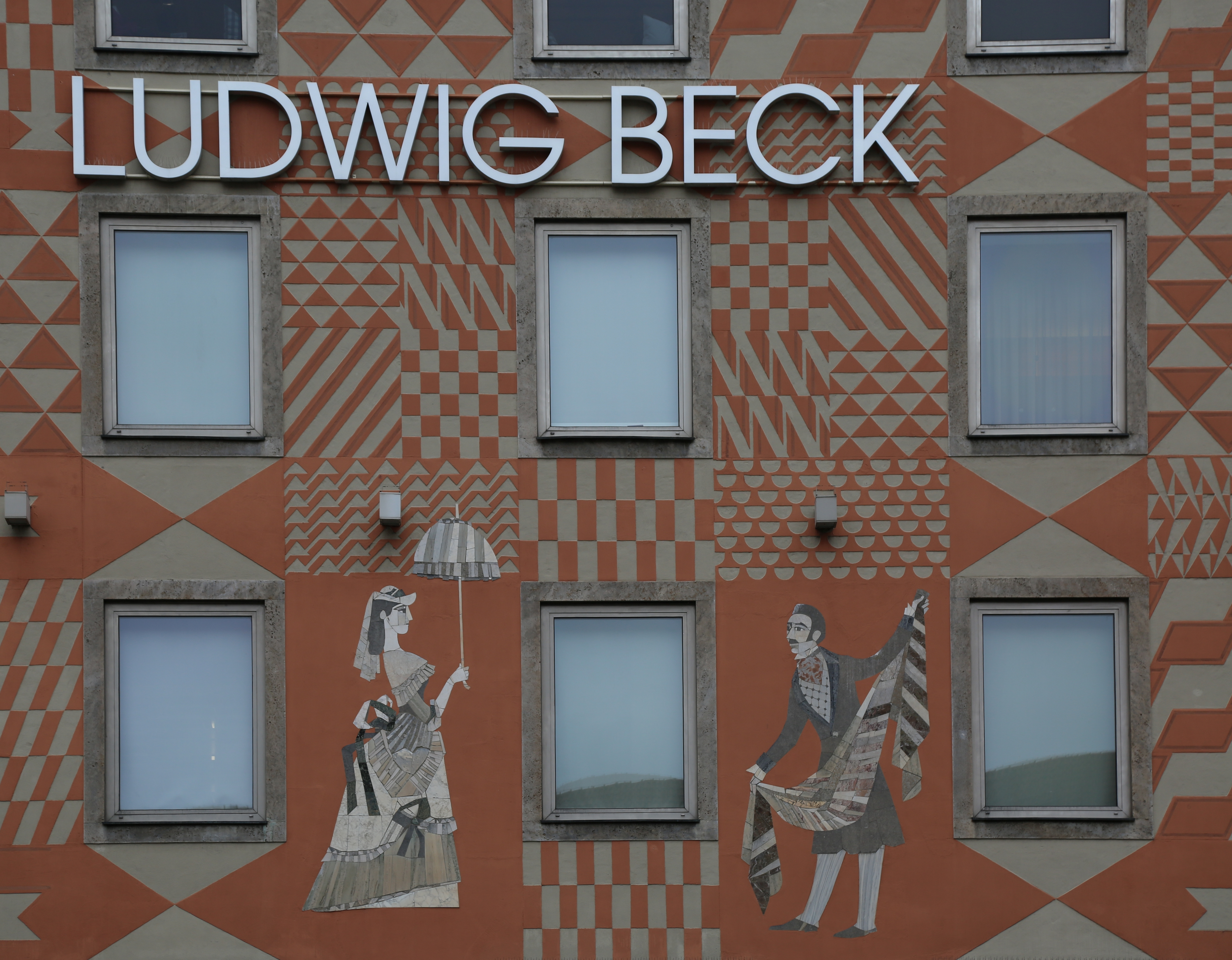
Fassadengestaltung von Max Lacher (1905 bis 1988)

Die Ludwig Beck am Rathauseck – Textilhaus Feldmeier AG ist ein Textil-Einzelhändler mit Sitz in München.
Bekannt ist vor allem das neben dem Münchner Rathaus am Marienplatz gelegene Stammhaus des Unternehmens, das in München eine traditionsreiche Institution darstellt und auch als Anziehungspunkt für Touristen gilt. Auf sieben Etagen werden dort gehobene Mode, Textilien und Kosmetik verkauft, zudem auch Accessoires, Geschenkartikel, Wein, Papierwaren, Bücher und Tonträger.
Von den Ludwig-Beck-Filialen, die im Laufe der Jahre eröffneten, wurde der Großteil bis spätestens Ende der 2000er Jahre wieder geschlossen. 2012 betrieb das Unternehmen neben dem Haupthaus am Marienplatz und dem in der Nähe gelegenen Kurzwarengeschäft Geknöpft und Zugenäht unter dem Namen Hautnah eine 2003 eröffnete Kosmetikfiliale in den Fünf Höfen.

## Aktionäre
(Stand: Ende Januar 2024):
- Christian Greiner (tw. über die Hans Rudolf Wöhrl Verwaltungs GmbH) – 26,13 %
- Hans Rudolf Wöhrl (über die Intro-Verwaltungs GmbH) – 25,19 %
- Alfons Doblinger (tw. über die BG Heppenheim Grundstücks GmbH) – 25,00046 %
- Ost-West-Beteiligungs-Grundstücksverwaltungs  AG – 5,01 %
- Rheintex Verwaltungs AG – 3,01 %
- Streubesitz – Rest

## Geschichte
1861 begann die Geschichte der Ludwig Beck AG mit einer Knopfmacher- und Posamentier-Werkstätte des Knopfmachers und Posamentenmeisters Ludwig Beck († 1885), die er zunächst mit vier Gesellen in der Münchner Altstadt betrieb. 1874 kaufte Beck zwei weitere Gebäude am Marienplatz, die bis heute zum Unternehmen gehören. Ludwig Beck wurde 1876 königlich bayerischer Hoflieferant von König Ludwig II., erweiterte das Angebot um Modewaren und wuchs zu einem Unternehmen mit 138 Mitarbeitern im Jahr 1938. Im gleichen Jahr wurde das Unternehmen Ludwig Beck von den Erben an den Textilkaufmann Gustl Feldmeier († 1970) verkauft, der ein eigenes Textilhaus betrieb, und firmierte seither als Ludwig Beck am Rathauseck. Das damalige Geschäftshaus wurde im Zweiten Weltkrieg völlig zerstört. 1948 fusionierten die Unternehmen Ludwig Beck am Rathauseck und das Textilhaus Feldmeier. 1954 erwarb Feldmeier dann das in unmittelbarer Nachbarschaft gelegene, heutige Stammhaus des Unternehmens am Münchner Marienplatz. Für die Fassade wurde Max Lacher (1905 bis 1988) ausgewählt. Die geometrischen Formen lehnen sich an Elemente der Renaissance an, die Figuren stellen einen Kaufmann dar, der einer eleganten Kundin einen Ballen Stoff vorlegt. In den Wirtschaftswunder-Zeiten beschäftigte Ludwig Beck bereits über 400 Mitarbeiter und machte einen Umsatz von über 12 Mio. DM.
Von 1968 bis 1989 betrieb Beck eine Filiale an der Fürstenrieder Straße 21 im Münchner Stadtteil Laim. 1972 wurde die erste Filiale im Münchner Olympia-Einkaufszentrum eröffnet. In den 1980ern trieb das Unternehmen die – im Nachhinein als wenig erfolgreich bewertete – Expansion voran: in New York City eröffnete im damals neu gebauten Trump Tower für ca. eine Million DM eine Beck-Filiale, die allerdings 1985 wegen schwacher Umsätze wieder geschlossen wurde. Ab den späten 1980er Jahren wurden bundesweit – bspw. in Hamburg (1987), Köln (1992–1995), Frankfurt am Main, Wiesbaden etc. – insgesamt zwölf Filialen mit dem Namen Ludwig Beck Classics eröffnet; bis spätestens 1999 wurden jedoch alle wieder geschlossen. Ludwig Beck wurde 1992 zur Aktiengesellschaft und ging 1998 an die Börse.
Seit 2001 ist Ludwig Beck von der Rezession im deutschen Einzelhandel betroffen. Mit einer Strategie des Trading-up und durch Schließung unrentabler Filialen konnte das Unternehmen sich von dieser Entwicklung abkoppeln. Seit 2002 besteht die Ludwig Beck Vertriebs GmbH, die in der Folge als Lizenznehmerin Ladengeschäfte anderer Marken, bspw. Tommy Hilfiger (drei Filialen bereits 2005 wieder abgestoßen), s.Oliver, Gerry Weber, Vero Moda oder Esprit, in München und in anderen Städten betrieb. 2003 mussten Verluste in Höhe von über einer Million Euro bilanziert werden. 2005 wurden die Lagerverkäufe in Kuchen und Hechingen aufgegeben. In Haar (bei München) unterhält das Unternehmen ein Logistikzentrum.
Nachdem die Textilunternehmer Hans Rudolf Wöhrl mit der Intro Verwaltungsgesellschaft und sein Bruder Gerhard Wöhrl mit der Rudolf Wöhrl AG im Frühjahr 2006 mit 25,16 % bei Ludwig Beck eingestiegen waren, konnten beide Unternehmer ihre Anteile in den kommenden Jahren steigern. Die Intro Verwaltungsgesellschaft steigerte im Juni 2009 ihren Anteil auf ca. 65,5 %. Dies geschah durch den Kauf eines Aktienpaketes der Aton GmbH, die bis zu diesem Zeitpunkt 27,6 % der Aktien hielt. Die Pflichtofferte der Intro nutzte die Rudolf Wöhrl AG zum Verkauf von ca. 20 % ihres Aktienpaketes von bis dahin ca. 27 %.
Ab Mitte der 2000er Jahre wurde das Stammhaus mehrmals umgebaut und modernisiert. Die Ludwig-Beck-Filialen in Landshut und in den Riem Arcaden (2004 eröffnet) sowie der 2002 eröffnete Outlet-Store in Parsdorf bei Vaterstetten wurden 2010 geschlossen, der Standort in Augsburg (2001 eröffnet) wurde Anfang 2011 geschlossen.
Seit Ende 2012 sind auch die Artikel der Beauty-Abteilung im Online-Shop erhältlich. Seit Mitte 2020 wird das Sortiment im Onlineshop stetig erweitert, um Produkte beinahe aller Verkaufsabteilungen des Kaufhauses auch online anzubieten.
Im Mai 2015 hatte Ludwig Beck den deutschen Mitbewerber Wormland mit 15 Filialen übernommen. Im April 2019 wurden alle Anteile an der Wormland zuzüglich einer Verkäuferzuzahlung von 7,5 Mio. Euro wieder veräußert.